# Gillis van Coninxloo

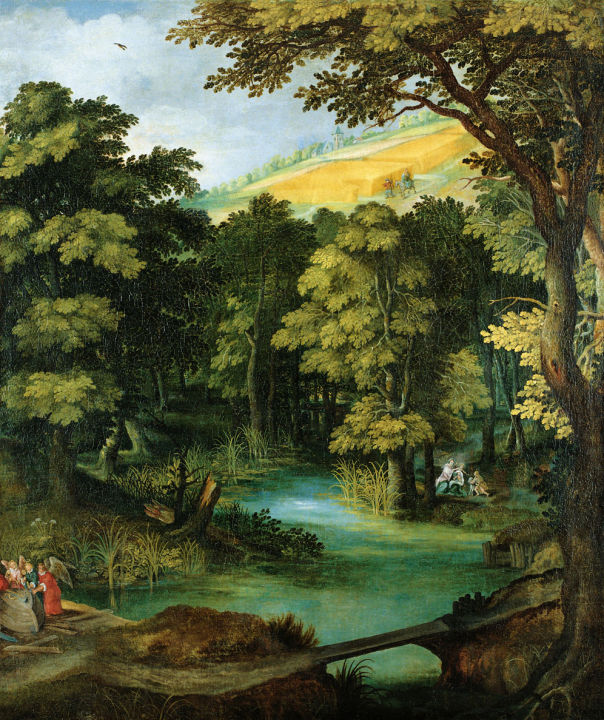
Tájkép (előtérben a szentek, a víz és az erdő, fent a hegyen a beért búzatábla)

Gillis van Coninxloo (Antwerpen, 1544. január 24. — Amszterdam, 1607. január 4.) flamand tájképfestő.

## Élete, munkássága
Atyja is művész volt, Jan II. van Coninxloo, anyja Elizabeth Hasaert. Mesterei voltak Lenaert Kroes und Gillis Mostaert. Coninxloo Franciaországba, majd Itáliába utazott tanulmányútra, s ismét visszatért Antwerpenbe, itt élt és alkotott. 1570-ben belépett a Szent Lukács festő céhbe, s ugyanekkor megnősült, házasságából három gyermek született. 1586-ban Antwerpent ostromolták a spanyolok, ekkor Zeeland lett tartózkodási helye. Egyik vezető embere lett a festők Frankenthal csoportjának, jeles festők tartoztak ide, köztük Anton Mirou, Pieter Schoubroeck, Henrick Gijsmans, Hendrick van der Borcht. 1595-ben Amszterdamban telepedett meg, mint köztiszteletben álló művész. Legkorábbi aláírt és datált műve 1588-ból való, címe: Midas ítélete. Tájainak előterét legtöbbször a bibliából és a mitológiából ismert személyekkel és jelenetekkel népesítette be.
Képeit remek természetmegfigyelés jellemezi. A flamand tájakat, erdőket és a megművelt földeket is kiválóan ábrázolja, emelte képei színvonalát az is, hogy birtokában volt a perspektíva megjelenítésének. Jeles tanítványai voltak, köztük Denijs van Alsloot, Hendrick Avercamp. A németalföldiek Vasarija, Karel van Mander szerint az Ifj. Pieter Brueghel is tanult Van Coninxloo antwerpeni stúdiójában.

## Fordítás
- Ez a szócikk részben vagy egészben a Gillis van Coninxloo című német Wikipédia-szócikk ezen változatának fordításán alapul.  Az eredeti cikk szerkesztőit annak laptörténete sorolja fel. Ez a jelzés csupán a megfogalmazás eredetét és a szerzői jogokat jelzi, nem szolgál a cikkben szereplő információk forrásmegjelöléseként.